# De Kavijaks (bier)
De Kavijaks was een Belgisch bier.
Het werd gebrouwen door De Dolle Brouwers te Esen voor Kaffee Kavijaks te Zwankendamme (behoort tot Brugge).

## Achtergrond
De naam van het bier verwijst naar de naam van het café waarvoor het wordt gebrouwen. De opdrachtgever ontwierp ook het etiket. Alleen kregen de flessen ook een strikje als bovenetiket; dit is typisch voor alle bieren van De Dolle Brouwers.

De naam verwijst evenzeer naar de roman de kavijaks (met kleine letters) van de West-Vlaamse schrijver Jozef Vantorre. Op dit werk werd de tv-reeks De Kavijaks gebaseerd. Ook het café ontleende haar naam aan het boek en de tv-reeks.

## Het bier
De Kavijaks is een blonde India Pale Ale met een alcoholpercentage van 7%. Het was een erg bitter bier dat intussen niet meer gebrouwen wordt. De Kavijaks heeft Oeral als basis of moederbier. Oeral werd extra gehopt voor De Kavijaks, waardoor dit geen etiketbier is, maar een origineel bier.